# Callopistria pyrocauta
Callopistria pyrocauta là một loài bướm đêm trong họ Noctuidae.